# セコロガニンシンターゼ
セコロガニンシンターゼ（secologanin synthase）は、次の化学反応を触媒する酸化還元酵素である。
反応式の通り、この酵素の基質はロガニンとNADPHとH+と酸素、生成物はセコロガニンとNADP+と水である。
組織名はloganin:oxygen oxidoreductase (ring-cleaving)である。